# Evgueni Korovine
Pour les articles homonymes, voir Korovine.
Evgueni Petrovitch Korovine (en russe : Евге́ний Петро́вич Коро́вин), né le 13 février 1891 (25 février dans le calendrier grégorien) à Moscou et mort le 1er décembre 1963 à Moscou, est un botaniste soviétique qui se spécialisa dans la flore d'Asie centrale et du Pamir.

## Biographie
Evgueni Korovine termine l'université de Moscou en 1917, année de la révolution russe. Il travaille à partir de 1920 à Tachkent et fait partie de ceux qui mettent sur pied l'université de Tachkent, dénommée à l'époque université d'Asie centrale. Il en devient professeur en 1932. Il collabore avec Alexeï Vvedenski. Il eut parmi ses élèves Armen Azatian. De 1943 à 1948, il est directeur de l'institut de botanique et de zoologie de l'académie des sciences de la RSS d'Ouzbékistan et de 1950 à 1952, directeur de l'institut de botanique de l'académie des sciences de la RSS d'Ouzbékistan. Il devient académicien de l'académie des sciences de la RSS d'Ouzbékistan en 1947.
Korovine s'intéresse avant tout à la flore d'Asie centrale. Il en décrit plus d'une centaine de nouvelles espèces et huit genres des familles des ombellifères, des chénopodes, des sarrasins, etc. Il en dessine les cartes tant géologiques que géographiques. Il s'intéresse également aux questions agricoles de ces régions arides.
Korovine est deux fois lauréat du prix Komarov de l'institut de botanique Komarov (en 1947 et en 1963) et reçoit l'ordre de Lénine, ainsi que d'autres décorations.

## Quelques publications
- (en collaboration avec Ivan Spryguine, M.V. Koultiassov et Mikhaïl Popov) Descriptiones plantarum novarum in Turkestania lectarum., 1916, I 94 pp.
- (ru) Le Genre Scaligeria D.C. (Umbelliferae) et sa philogenèse: expérience d'application de l'écologie à la philogénie de petits groupes taxonomiques, 1928, 92 pp.
- (ru) (en collaboration avec D.N. Kachkarov) L'Écologie au service de l'édification du socialisme: son rôle et ses questions, 34 pp. volume 1, in: Troudy Sredneaziatskovo Gossoudarstvennovo Ouniversiteta [Travaux de l'université d'État d'Asie centrale], série 8c, 1933

- (ru) Associations principales de la végétation de l'est du Betpak-Dala et sa distribution en relation avec le sol, 27 pages, 1935; traduction en (fr) de Théodore Monod: La Vie dans les déserts, 1942, Paris

- Generis Ferula (Tourn.) L. monographia illustrata, Ed. Academiae Scientiarum URSS, 1947, 91 pages[1]
- (ru) Les Citrus et la culture subtropicale en Ouzbékistan: matériaux méthodico-scientifiques, éd. Akad. Naouk URSS, 1950, 180 pages
- (ru) La Végétation d'Asie centrale et du Kazakhstan méridional, 2e éd., Tachkent, 1961-1962, tome I et tome II

## Hommages
Un certain nombre de plantes ont été dénommées en son honneur:
Genre
- (Apiaceae) Korovinia Nevski & Vved.[2]

Espècesune centaine dont:
- (Apiaceae) Zosima korovinii Pimenov[3]
- (Asphodelaceae) Henningia korovinii (B.Fedtsch.) Khokkr.[4]
- (Asteraceae) Ajania korovinii Kovalevsk.[5]
- (Brassicaceae) Parrya korovinii A.N.Vassiljeva[6]
- (Chenopodiaceae) Anabasis korovinii Iljin ex A.N.Vassiljeva[7]
- (Lamiaceae) Phlomoides korovinii (Popov) Adylov, Kamelin & Makhm.[8]
- (Leguminosae) Melilotoides korovinii (Vassilczenko) Soják[9]
- (Poaceae) Leymostachys × korovinii Tzvelev[10]
- (Scrophulariaceae) Verbascum korovinii Gritsenko[11]
- (Tamaricaceae) Reaumuria korovinii Botsch. & Lincz.[12]

## Source
- (ru) Cet article est partiellement ou en totalité issu de l’article de Wikipédia en russe intitulé « Коровин, Евгений Петрович » (voir la liste des auteurs).

Korovin est l’abréviation botanique standard de Evgueni Korovine.
Consulter la liste des abréviations d'auteur en botanique ou la liste des plantes assignées à cet auteur par l'IPNI, la liste des champignons assignés par MycoBank, la liste des algues assignées par l'AlgaeBase et la liste des fossiles assignés à cet auteur par l'IFPNI.